# Taxiárchis Foúntas
Taxiárchis Foúntas (grec moderne : Ταξιάρχης Φούντας), né le 4 septembre 1995 à Missolonghi, est un footballeur international grec jouant au poste d'attaquant à l'OFI Crète.

## Biographie

### Nouvelle dimension à D.C. United et affaires de racisme
Selon Steven Goff du The Washington Post et alors qu'il évolue encore au Rapid Vienne, Taxiárchis Foúntas est attendu comme le prochain renfort de D.C. United qui lance sa saison 2022 en Major League Soccer, avec à la clé un contrat de trois ans valant sept millions de dollars. Si son arrivée est prévue à l'expiration de son contrat avec le club autrichien à l'été 2022, D.C. United s'entend finalement avec le Rapid et transfère l'international grec dès le 21 mars 2022. Quelques semaines plus tard, le 16 avril, il participe à ses premières minutes avec les Black and Red face à l'Austin FC dans une défaite 2-3. Dès la rencontre suivante, contre le Revolution de la Nouvelle-Angleterre, la nouvelle recrue inscrit son premier but et signe même un doublé pour offrir la victoire aux siens. Malgré une saison très difficile pour D.C. United, Foúntas se distingue par des performances notables comme son triplé face à Orlando City le 4 juillet.
Cependant, Taxiárchis Foúntas attire également l'attention de manière extra-sportive. En effet, le 18 septembre 2022, lors d'une rencontre opposant D.C. United à l'Inter Miami, il crée l'égalité 2-2 peu avant l'heure de jeu. Quelques minutes plus tard, il a une altercation verbale avec Damion Lowe et un adversaire de Miami affirme avoir entendu le Grec prononcer le mot « nègre », ce qui entraîne un arrêt de jeu, une intervention de l'arbitre qui distribue un carton jaune aux deux joueurs et un conciliabule avec les deux entraîneurs quant à la suite à donner à la rencontre. Foúntas est alors remplacé par Miguel Berry (en). Après le match, le joueur nie toute insulte raciste tandis que la MLS ouvre une enquête. Cette dernière considère comme « crédible » l'accusation mais n'est pas en mesure de vérifier les faits et n'impose finalement aucune sanction. Dans les jours qui suivent, Taxiárchis Foúntas quitte le club pour rejoindre la sélection grecque et ne dispute plus aucune minute avec D.C. United à son retour.
En 2023, Foúntas connait une bonne saison puisqu'il inscrit six buts lors de ses dix-sept rencontres. Mais le 21 juillet 2023, D.C. United annonce la suspension du joueur ainsi que de son coéquipier Nigel Robertha (en) pour de « possibles violations de règles de la ligue ». Le journal The Athletic (en) indique le même jour que Foúntas aurait usé d'insultes racistes envers Robertha et que celui-ci aurait répliqué par une attaque physique. D'autres articles mentionnent que les deux footballeurs se seraient battus dans les vestiaires après la défaite 4-0 face au Revolution de la Nouvelle-Angleterre six jours plus tôt car Foúntas aurait utilisé le terme « nègre » et que Christian Benteke serait intervenu pour les séparer, tout ceci après des tensions apparentes sur le terrain pendant la partie,.
Le 10 août 2023, le contrat de Taxiárchis Foúntas est résilié par D.C. United qui réaffirme les valeurs d'inclusion et de lutte contre le racisme au sein de son organisation,,.

## Statistiques
| Saison                | Club                    | Championnat           | Championnat | Championnat | Coupe(s) nationale(s) | Coupe(s) nationale(s) | Compétition(s) continentale(s) | Compétition(s) continentale(s) | Compétition(s) continentale(s) | Séries | Séries | Grèce | Grèce | Total | Total |
| Saison                | Club                    | Division              | M.          | B.          | M.                    | B.                    | Comp.                          | M.                             | B.                             | M.     | B.     | M.    | B.    | M.    | B.    |
| 2011-2012             | AEK Athènes             | Super League          | 4           | 0           | 0                     | 0                     | C3                             | 0                              | 0                              | 4      | 0      | -     | -     | 8     | 0     |
| 2012-2013             | AEK Athènes             | Super League          | 27          | 4           | 0                     | 0                     | -                              | -                              | -                              | -      | -      | -     | -     | 27    | 4     |
| Sous-total            | Sous-total              | Sous-total            | 31          | 4           | 0                     | 0                     | -                              | 0                              | 0                              | 4      | 0      | -     | -     | 35    | 4     |
| 2013-2014             | Red Bull Salzbourg      | Bundesliga            | 0           | 0           | 1                     | 0                     | C1+C3                          | 0                              | 0                              | -      | -      | -     | -     | 1     | 0     |
| 2013-2014             | FC Liefering (prêt)     | Erste Liga            | 6           | 0           | 0                     | 0                     | -                              | -                              | -                              | -      | -      | -     | -     | 6     | 0     |
| 2013-2014             | SV Grödig (prêt)        | Bundesliga            | 7           | 0           | 0                     | 0                     | -                              | -                              | -                              | -      | -      | -     | -     | 7     | 0     |
| 2014-2015             | Paniónios GSS (prêt)    | Super League          | 26          | 4           | 7                     | 0                     | -                              | -                              | -                              | -      | -      | 2     | 0     | 35    | 4     |
| 2015-2016             | Asteras Tripolis (prêt) | Super League          | 16          | 1           | 4                     | 3                     | C3                             | 4                              | 0                              | -      | -      | 1     | 0     | 25    | 4     |
| 2016-2017             | Paniónios GSS           | Super League          | 19          | 2           | 1                     | 0                     | -                              | -                              | -                              | -      | -      | -     | -     | 20    | 2     |
| 2017-2018             | Sonnenhof Großaspach    | 3. Liga               | 14          | 1           | -                     | -                     | -                              | -                              | -                              | -      | -      | -     | -     | 14    | 1     |
| 2018-2019             | SKN Sankt Pölten        | Bundesliga            | 21          | 4           | 1                     | 0                     | -                              | -                              | -                              | -      | -      | -     | -     | 22    | 4     |
| 2019-2020             | Rapid Vienne            | Bundesliga            | 27          | 19          | 2                     | 1                     | C3                             | 0                              | 0                              | -      | -      | -     | -     | 29    | 20    |
| 2020-2021             | Rapid Vienne            | Bundesliga            | 24          | 9           | 2                     | 4                     | C1+C3                          | 2+3                            | 0+1                            | -      | -      | 4     | 0     | 35    | 14    |
| 2021-2022             | Rapid Vienne            | Bundesliga            | 17          | 7           | 3                     | 1                     | C1+C3+C4                       | 2+8+1                          | 0+3+0                          | -      | -      | 1     | 0     | 32    | 11    |
| Sous-total            | Sous-total              | Sous-total            | 68          | 35          | 7                     | 6                     | -                              | 16                             | 4                              | -      | -      | 5     | 0     | 96    | 45    |
| 2022                  | D.C. United             | MLS                   | 21          | 12          | 0                     | 0                     | -                              | -                              | -                              | -      | -      | 4     | 1     | 25    | 13    |
| 2023                  | D.C. United             | MLS                   | 17          | 6           | 0                     | 0                     | LCup                           | 0                              | 0                              | -      | -      | 3     | 0     | 20    | 6     |
| Sous-total            | Sous-total              | Sous-total            | 38          | 18          | 0                     | 0                     | -                              | 0                              | 0                              | 0      | 0      | 7     | 1     | 45    | 19    |
| Total sur la carrière | Total sur la carrière   | Total sur la carrière | 246         | 69          | 21                    | 9                     | -                              | 20                             | 4                              | 4      | 0      | 15    | 1     | 306   | 83    |